# Ушастый трогон
Ушастый трогон (лат. Euptilotis neoxenus) — вид птиц из семейства трогоновых, единственный в одноимённом роде (Euptilotis). Он обитает в прибрежных сосново-дубровых лесах и каньонах в западной части Сьерра-Мадре в Мексике, к югу от западного Мичоакана и на крайнем юго-востоке Аризоны в Соединенных Штатах. Его ареал включает часть региона Мадрейских Небесных Островов на юго-востоке Аризоны, юго-западного Нью-Мексико и северной Соноры.

## Таксономия
Ушастый трогон был описан как Trogon neoxenus и проиллюстрирован в 1838 году английским орнитологом и художником Джоном Гулдом в его книге «A Monograph of the Trogonidae, or Family of Trogons». Описание сделано по образцу, собранному в Мексике В 1858 году во втором издании своей книги Гулд выделил этот вид в отдельный род Euptilotis. Видовое название объединяет др.-греч. νέος — «новый» и ξένος — «незнакомец», или «гость». Название рода Euptilotis объединяет др.-греч. eu — «хорошо» с ptilon — «перо» и -ōtis — «с ушами». Подвидов не выделяют. Молекулярное филогенетическое исследование, опубликованное в 2005 году, показало, что ушастый трогон является сестринским таксоном клады, содержащей представителей рода Pharomachrus.

## Описание
Длина тела 33—36 сантиметров. У обоих полов зеленая спина, темно-синие центральные рулевые перья и наружные рулевые перья, которые преимущественно белые на конце с черной полосой у основания (иногда с частичной черной и белой полосой у самок). Клюв тускло-серый с чуть более темной полосой на конце. У взрослого самца черноватая голова, радужно-зеленая грудь, брюшко и подхвостье красные. У взрослой самки серая голова, грудь и верхняя часть живота. Оба пола имеют тонкие, похожие на волосы, ушные перья, которые и дали виду его название. И голова, и клюв кажутся довольно маленькими и узкими по сравнению с таковыми у типичных трогонов.

## Среда обитания
Ушастые трогоны обитает на средних и верхних уровнях сосново-дубовых лесов и дубово-хвойных лесов, часто вдоль ручьев.

## Вероятность обнаружения
Было замечено, что представители этого вида проявляют отвращение к большим участкам бросающегося в глаза цвета на людях и вблизи них (отрицательные хромотропные реакции), включая белые, красные, оранжевые и синие. Это говорит о том, что гипотеза видовой уверенности, которая утверждает, что птиц, как правило, привлекают цвета, которые соответствуют цветам, встречающимся у их вида, и отталкивается цветами, не встречающимися у их вида, не применима к ушастым трогонам.